# Beauty Jungle
Pour plus de détails, voir Fiche technique et Distribution.
Beauty Jungle (The Beauty Jungle) est un film britannique réalisé par Val Guest, sorti en 1964.

## Synopsis
Une jeune femme va se retrouver confrontée à la jungle des concours de beauté.

## Fiche technique
- Titre original : The Beauty Jungle
- Titre français : Beauty Jungle
- Titre américain : Contest Girl
- Réalisation : Val Guest
- Scénario : Val Guest, Robert Muller
- Direction artistique : Maurice Carter
- Décors : Patrick McLoughlin
- Costumes : Beatrice Dawson, robe du soir de Janette Scott :  Christian Dior
- Photographie : Arthur Grant
- Son : Claude Hitchcock, Ken Cameron
- Montage : Bill Lenny
- Musique : Laurie Johnson
- Production exécutive : Earl St. John
- Production : Val Guest
- Production associée : Frank Sherwin Green
- Société de production : The Rank Organisation
- Pays d'origine :  Royaume-Uni
- Langue originale : anglais
- Format : couleur (EastmanColor) — 35 mm — 2,35:1 (CinemaScope)— son mono
- Genre : Comédie dramatique
- Durée : 110 minutes
- Dates de sortie : 
  - Royaume-Uni : 29 juin 1964
  - France : 27 avril 1966
- Affiche : Raymond Elseviers (Belgique)

## Distribution
- Ian Hendry : Don Mackenzie
- Janette Scott : Shirley Freeman
- Ronald Fraser : Walter Carey
- Edmund Purdom : Rex Carrick
- Jean Claudio : Armand
- Tommy Trinder : Charlie Dorton
- Kay Walsh : Mme Freeman
- Norman Bird : M. Freeman
- Janina Faye : Elaine Freeman
- David Weston : Harry
- Peter Ashmore : Lucius
- Paul Carpenter : un touriste américain